# Miu Pampa
Miu Pampa o también Miopampa es un sitio arqueológico en la región andina del norte Perú.

## Localización
Se localiza a 3434 m s. n. m. en la jurisdicción del distrito de Jircan en la provincia huanuqueña de Huamalíes, a 500 m de la cabecera del distrito.